# Rally di Catalogna 2022
Il Rally di Catalogna 2022, ufficialmente denominato 57º RallyRACC Catalunya-Costa Daurada Rally de España, è stata la dodicesima prova del campionato del mondo rally 2022 nonché la cinquantasettesima edizione del Rally di Catalogna e la ventinovesima con valenza mondiale. La manifestazione si è svolta dal 21 al 23 ottobre sulle strade che attraversano le colline della Costa Daurada in Catalogna, provincia situata nel nord-est della Spagna, con sede a Salou, cittadina costiera nella quale fu allestito anche il parco assistenza per tutti i concorrenti.
L'evento è stato vinto dal francese Sébastien Ogier, navigato dal connazionale Benjamin Veillas, al volante di una Toyota GR Yaris Rally1 della squadra Toyota Gazoo Racing WRT, seguiti dalla coppia belga formata da Thierry Neuville e Martijn Wydaeghe su una Hyundai i20 N Rally1 della scuderia Hyundai Shell Mobis WRT, e dall'equipaggio finlandese composto da Kalle Rovanperä e Jonne Halttunen, compagni di squadra dei vincitori. Ogier conquistò così il suo primo successo stagionale mentre per Veillas fu la prima vittoria in carriera; la squadra Toyota vinse invece con una gara di anticipo il titolo mondiale costruttori anche grazie al terzo posto ottenuto da Rovanperä e Halttunen, già vincitori degli allori iridati piloti e copiloti nel precedente appuntamento in Nuova Zelanda. Il rally di Catalogna 2022 fu inoltre l'ultima gara disputata dall'irlandese Paul Nagle, copilota di Craig Breen dal 2019 e precedentemente al fianco di Kris Meeke, il quale ai primi di ottobre aveva già annunciato il ritiro dalle competizioni a 18 anni dal suo debutto nella massima categoria e dopo 102 gare mondiali disputate e 5 vittorie ottenute in carriera con Meeke.
I finlandesi Teemu Suninen e Mikko Markkula, su Hyundai i20 N Rally2 del team Hyundai Motorsport N, hanno invece conquistato il successo nel campionato WRC-2, mentre i connazionali Lauri Joona e Mikael Korhonen hanno vinto nella serie WRC-3 alla guida di una Ford Fiesta Rally3, con Joona che si aggiudicò anche il titolo mondiale di categoria a una gara dal termine.
In questa edizione la manifestazione ha ospitato anche la tappa conclusiva del campionato europeo rally, per la quale si gareggiava utilizzando lo stesso itinerario ridotto alle giornate del venerdì e del sabato per un totale di 14 prove speciali da corrersi su una distanza di 235,52 km.

## Dati della prova
| Denominazione ufficiale             | RallyRACC Catalunya-Costa Daurada Rally de España         |
| Edizione N°                         | 57                                                        |
| Tappa N°                            | 12 di 13                                                  |
| Data manifestazione                 | da venerdì 21/10/2022 a domenica 23/10/2022               |
| Sede ospitante                      | Salou (provincia di Tarragona, Catalogna, Spagna)         |
| Sede parco assistenza               | Port Aventura, Salou                                      |
| Superficie                          | Asfalto                                                   |
| Direttore di gara                   | Jordi Barrabes                                            |
| Iscritti                            | 64                                                        |
| Partiti                             | 64                                                        |
| Arrivati                            | 57 (89,1%)                                                |
| Prove speciali                      | 19                                                        |
| Prova più breve                     | 2,15 km (PS15: Salou)                                     |
| Prova più lunga                     | 24,18 km (PS11 e PS14: El Montmell)                       |
| Prova più lenta                     | velocità media di 52,62 km/h (PS15: Salou)                |
| Prova più veloce                    | velocità media di 128,82 km/h (PS5: Els Omells - Malda 2) |
| Lunghezza prove speciali            | 293,77 km (21,86% della distanza totale)                  |
| Lunghezza complessiva trasferimenti | 1050,08 km                                                |
| Distanza totale                     | 1343,85 km                                                |
| Media oraria del vincitore          | velocità media di 107,0 km/h (293,77 km in 2h44'43"9)     |

## Itinerario
Novità dell'edizione 2022:
- Le prime due prove speciali del rally, Els Omells – Malda e Serra de la Llena sono inedite, mentre Querol-Les Pobles, disputatasi nella giornata del sabato, conteneva un nuovo tratto di 3 km alla partenza.

| Frazione            | Prova  | Ora    | Nome                                              | Lunghezza | Totale    |
| ------------------- | ------ | ------ | ------------------------------------------------- | --------- | --------- |
| Frazione 1 (21 ott) | PS1    | 08:33  | Els Omells - Maldà 1                              | 11,05 km  | 118,92 km |
| Frazione 1 (21 ott) | PS2    | 09:33  | Serra de la Llena 1                               | 11,79 km  | 118,92 km |
| Frazione 1 (21 ott) | PS3    | 10:26  | Les Garrigues Altes 1                             | 22,64 km  | 118,92 km |
| Frazione 1 (21 ott) | PS4    | 11:26  | Riba-roja 1                                       | 13,98 km  | 118,92 km |
| Frazione 1 (21 ott) |        | 13:26  | Assistenza – PortAventura, Salou (40 min)         | –         | 118,92 km |
| Frazione 1 (21 ott) | PS5    | 15:09  | Els Omells - Maldà 2                              | 11,05 km  | 118,92 km |
| Frazione 1 (21 ott) | PS6    | 16:09  | Serra de la Llena 2                               | 11,79 km  | 118,92 km |
| Frazione 1 (21 ott) | PS7    | 17:02  | Les Garrigues Altes 2                             | 22,64 km  | 118,92 km |
| Frazione 1 (21 ott) | PS8    | 18:02  | Riba-roja 2                                       | 13,98 km  | 118,92 km |
| Frazione 1 (21 ott) |        | 20:07  | Assistenza (flexi) – PortAventura, Salou (45 min) | –         | 118,92 km |
|                     |        |        |                                                   |           |           |
| Frazione 2 (22 ott) |        | 07:15  | Cambio gomme – PortAventura, Salou                | –         | 118,75 km |
| Frazione 2 (22 ott) | PS9    | 08:44  | Savallà 1                                         | 13,93 km  | 118,75 km |
| Frazione 2 (22 ott) | PS10   | 09:37  | Querol - Les Pobles 1                             | 20,19 km  | 118,75 km |
| Frazione 2 (22 ott) | PS11   | 10:38  | El Montmell 1                                     | 24,18 km  | 118,75 km |
| Frazione 2 (22 ott) |        | 12:20  | Assistenza – PortAventura, Salou (40 min)         | –         | 118,75 km |
| Frazione 2 (22 ott) | PS12   | 14:14  | Savallà 2                                         | 13,93 km  | 118,75 km |
| Frazione 2 (22 ott) | PS13   | 15:07  | Querol - Les Pobles 2                             | 20,19 km  | 118,75 km |
| Frazione 2 (22 ott) | PS14   | 16:08  | El Montmell 2                                     | 24,18 km  | 118,75 km |
| Frazione 2 (22 ott) | PS15   | 18:40  | Salou                                             | 2,15 km   | 118,75 km |
| Frazione 2 (22 ott) |        | 19:10  | Assistenza (flexi) – PortAventura, Salou (45 min) | –         | 118,75 km |
|                     |        |        |                                                   |           |           |
| Frazione 3 (23 ott) |        | 06:00  | Cambio gomme – PortAventura, Salou                | –         | 56,10 km  |
| Frazione 3 (23 ott) | PS16   | 07:00  | Pratdip 1                                         | 12,15 km  | 56,10 km  |
| Frazione 3 (23 ott) | PS17   | 08:08  | Riudecanyes 1                                     | 15,90 km  | 56,10 km  |
| Frazione 3 (23 ott) |        | 09:14  | Assistenza – PortAventura, Salou (30 min)         | –         | 56,10 km  |
| Frazione 3 (23 ott) | PS18   | 10:29  | Pratdip 2                                         | 12,15 km  | 56,10 km  |
| Frazione 3 (23 ott) | PS19   | 12:18  | Riudecanyes 2 (power stage)                       | 15,90 km  | 56,10 km  |
| Frazione 3 (23 ott) |        | 13:28  | Assistenza – PortAventura, Salou (10 min)         | –         | 56,10 km  |
| Totale              | Totale | Totale | Totale                                            | Totale    | 293,77 km |

## Risultati

### Classifica
| Pos.      | Nº       | Pilota               | Copilota               | Auto                   | Squadra                    | Classe/Validità | Tempo     | Distacco | Punti    |
| Generale  | Generale | Generale             | Generale               | Generale               | Generale                   | Generale        | Generale  | Generale | Generale |
| --------- | -------- | -------------------- | ---------------------- | ---------------------- | -------------------------- | --------------- | --------- | -------- | -------- |
| 1.        | 1        | Sébastien Ogier      | Benjamin Veillas       | Toyota GR Yaris Rally1 | Toyota Gazoo Racing WRT    | WRC             | 2h44'43"9 | –        | 30       |
| 2.        | 11       | Thierry Neuville     | Martijn Wydaeghe       | Hyundai i20 N Rally1   | Hyundai Shell Mobis WRT    | WRC             | 2h45'00"3 | +16"4    | 22       |
| 3.        | 69       | Kalle Rovanperä      | Jonne Halttunen        | Toyota GR Yaris Rally1 | Toyota Gazoo Racing WRT    | WRC             | 2h45'18"4 | +34"5    | 18       |
| 4.        | 8        | Ott Tänak            | Martin Järveoja        | Hyundai i20 N Rally1   | Hyundai Shell Mobis WRT    | WRC             | 2h45'27"9 | +44"0    | 14       |
| 5.        | 6        | Dani Sordo           | Cándido Carrera        | Hyundai i20 N Rally1   | Hyundai Shell Mobis WRT    | WRC             | 2h46'05"4 | +1'21"5  | 10       |
| 6.        | 33       | Elfyn Evans          | Scott Martin           | Toyota GR Yaris Rally1 | Toyota Gazoo Racing WRT    | WRC             | 2h46'35"0 | +1'51"1  | 8        |
| 7.        | 18       | Takamoto Katsuta     | Aaron Johnston         | Toyota GR Yaris Rally1 | Toyota Gazoo Racing WRT NG | WRC             | 2h47'03"0 | +2'19"1  | 7        |
| 8.        | 16       | Adrien Fourmaux      | Alexandre Coria        | Ford Puma Rally1       | M-Sport Ford WRT           | WRC             | 2h47'22"3 | +2'38"4  | 4        |
| 9.        | 42       | Craig Breen          | Paul Nagle             | Ford Puma Rally1       | M-Sport Ford WRT           | WRC             | 2h47'26"9 | +2'43"0  | 2        |
| 10.       | 7        | Pierre-Louis Loubet  | Vincent Landais        | Ford Puma Rally1       | M-Sport Ford WRT           | WRC             | 2h48'09"0 | +3'25"1  | 1        |
| WRC-2     |          |                      |                        |                        |                            |                 |           |          |          |
| 1. (11.)  | 21       | Teemu Suninen        | Mikko Markkula         | Hyundai i20 N Rally2   | Hyundai Motorsport N       | WRC-2           | 2h54'29"6 | –        | 25       |
| 2. (12.)  | 20       | Yohan Rossel         | Arnaud Dunand          | Citroën C3 Rally2      | PH Sport                   | WRC-2           | 2h55'02"1 | +32"5    | 18       |
| 3. (13.)  | 24       | Nikolaj Grjazin      | Konstantin Aleksandrov | Škoda Fabia Rally2 Evo | Toksport WRT 2             | WRC-2           | 2h55'22"9 | +53"3    | 15       |
| 4. (14.)  | 22       | Emil Lindholm        | Reeta Hämäläinen       | Škoda Fabia Rally2 Evo | Toksport WRT 2             | WRC-2           | 2h56'02"2 | +1'32"6  | 15       |
| 5. (15.)  | 25       | Jari Huttunen        | Mikko Lukka            | Ford Fiesta Rally2     | M-Sport Ford WRT           | WRC-2           | 2h56'26"7 | +1'57"1  | 10       |
| 6. (16.)  | 52       | Kajetan Kajetanowicz | Maciej Szczepaniak     | Škoda Fabia Rally2 Evo | -                          | WRC-2           | 2h56'40"1 | +2'10"5  | 8        |
| 7. (17.)  | 34       | Sami Pajari          | Enni Mälkönen          | Škoda Fabia Rally2 Evo | -                          | WRC-2           | 2h57'22"2 | +2'52"6  | 6        |
| 8. (18.)  | 41       | Fabrizio Zaldivar    | Marcelo Der Ohannesian | Hyundai i20 N Rally2   | Hyundai Motorsport N       | WRC-2           | 2h57'54"1 | +3'24"5  | 4        |
| 9. (19.)  | 28       | Jan Solans           | Rodrigo Sanjuan        | Citroën C3 Rally2      | -                          | WRC-2           | 2h58'00"2 | +3'30"6  | 2        |
| 10. (20.) | 39       | Mikołaj Marczyk      | Szymon Gospodarczyk    | Škoda Fabia Rally2 Evo | -                          | WRC-2           | 2h58'18"6 | +3'49"0  | 1        |
| ...       | ...      | ...                  | ...                    | ...                    | ...                        | ...             | ...       | ...      | ...      |
| 15. (25.) | 26       | Pepe López           | Borja Rozada           | Hyundai i20 N Rally2   | -                          | WRC-2           | 3h00'17"8 | +5'48"2  | 2        |
| ...       | ...      | ...                  | ...                    | ...                    | ...                        | ...             | ...       | ...      | ...      |
| 24. (44.) | 29       | Alejandro Cachón     | Alejandro López        | Citroën C3 Rally2      | -                          | WRC-2           | 3h15'43"0 | +21'13"4 | 1        |
| WRC-3     |          |                      |                        |                        |                            |                 |           |          |          |
| 1. (30.)  | 59       | Lauri Joona          | Mikael Korhonen        | Ford Fiesta Rally3     | -                          | WRC-3           | 3h04'36"1 | –        | 25       |
| 2. (31.)  | 57       | Jan Černý            | Petr Černohorský       | Ford Fiesta Rally3     | -                          | WRC-3           | 3h04'45"1 | +9"0     | 18       |
| 3. (37.)  | 58       | Diego Dominguez Jr.  | Rogelio Peñate         | Ford Fiesta Rally3     | -                          | WRC-3           | 3h10'20"9 | +5'44"8  | 15       |
| 4. (49.)  | 60       | Zoltán László        | Tamás Kürti            | Ford Fiesta Rally3     | -                          | WRC-3           | 3h22'41"5 | +18'05"4 | 12       |

| Principali ritiri | Principali ritiri | Principali ritiri | Principali ritiri      | Principali ritiri      | Principali ritiri | Principali ritiri | Principali ritiri        | Principali ritiri |
| PS                | Nº                | Pilota            | Copilota               | Auto                   | Squadra           | Classe            | Causa                    | Pos. rit.         |
| ----------------- | ----------------- | ----------------- | ---------------------- | ---------------------- | ----------------- | ----------------- | ------------------------ | ----------------- |
| PS 13             | 35                | Stéphane Sarrazin | Jacques-Julien Renucci | Volkswagen Polo GTI R5 | -                 | WRC-2             | Capottamento             | 16º               |
| PS 19             | 44                | Gus Greensmith    | Jonas Andersson        | Ford Puma Rally1       | M-Sport Ford WRT  | WRC               | Ritiro a evento concluso | 55º               |

Legenda

Pos. = posizione; Nº = numero di gara; PS = prova speciale; Pos. rit. = posizione detenuta prima del ritiro.
| Icona   | Note                                                                                     |
| ------- | ---------------------------------------------------------------------------------------- |
| WRC     | Equipaggio di classe Rally1 che può conquistare punti per il campionato costruttori.     |
| WRC     | Equipaggio di classe Rally1 che non può conquistare punti per il campionato costruttori. |
| WRC-2   | Equipaggio di classe RC2 registrato al campionato WRC-2.                                 |
| WRC-3   | Equipaggio di classe RC3 registrato al campionato WRC-3.                                 |
| WRC-3 J | Equipaggio di classe RC3 registrato al campionato WRC-3 Junior.                          |
|         | Ulteriori classificazioni                                                                |

### Prove speciali
| Frazione            | Prova | Ora   | Nome                        | Lunghezza | Vincitori                                                     | Tempo   | Velocità media | Leader del rally                  |
| ------------------- | ----- | ----- | --------------------------- | --------- | ------------------------------------------------------------- | ------- | -------------- | --------------------------------- |
| Frazione 1 (21 ott) | PS1   | 08:33 | Els Omells - Maldà 1        | 11,05 km  | Kalle Rovanperä Jonne Halttunen                               | 5'16"1  | 125,8 km/h     | Kalle Rovanperä Jonne Halttunen   |
| Frazione 1 (21 ott) | PS2   | 09:33 | Serra de la Llena 1         | 11,79 km  | Kalle Rovanperä Jonne Halttunen                               | 6'41"0  | 105,8 km/h     | Kalle Rovanperä Jonne Halttunen   |
| Frazione 1 (21 ott) | PS3   | 10:26 | Les Garrigues Altes 1       | 11,79 km  | Sébastien Ogier Benjamin Veillas                              | 12'31"9 | 108,4 km/h     | Sébastien Ogier Benjamin Veillas  |
| Frazione 1 (21 ott) | PS4   | 11:26 | Riba-roja 1                 | 13,98 km  | Thierry Neuville Martijn Wydaeghe                             | 8'41"0  | 96,6 km/h      | Thierry Neuville Martijn Wydaeghe |
| Frazione 1 (21 ott) | PS5   | 15:09 | Els Omells - Maldà 2        | 11,05 km  | Sébastien Ogier Benjamin Veillas                              | 5'08"8  | 128,8 km/h     | Sébastien Ogier Benjamin Veillas  |
| Frazione 1 (21 ott) | PS6   | 16:09 | Serra de la Llena 2         | 11,79 km  | Kalle Rovanperä Jonne Halttunen                               | 6'47"2  | 104,2 km/h     | Sébastien Ogier Benjamin Veillas  |
| Frazione 1 (21 ott) | PS7   | 17:02 | Les Garrigues Altes 2       | 11,79 km  | Kalle Rovanperä Jonne Halttunen                               | 12'10"9 | 111,5 km/h     | Sébastien Ogier Benjamin Veillas  |
| Frazione 1 (21 ott) | PS8   | 18:02 | Riba-roja 2                 | 13,98 km  | Sébastien Ogier Benjamin Veillas                              | 8'41"0  | 96,6 km/h      | Sébastien Ogier Benjamin Veillas  |
|                     |       |       |                             |           |                                                               |         |                | Sébastien Ogier Benjamin Veillas  |
| Frazione 2 (22 ott) | PS9   | 08:44 | Savallà 1                   | 13,93 km  | Thierry Neuville Martijn Wydaeghe                             | 7'21"7  | 113,5 km/h     | Sébastien Ogier Benjamin Veillas  |
| Frazione 2 (22 ott) | PS10  | 09:37 | Querol - Les Pobles 1       | 20,19 km  | Sébastien Ogier Benjamin Veillas                              | 11'13"9 | 107,9 km/h     | Sébastien Ogier Benjamin Veillas  |
| Frazione 2 (22 ott) | PS11  | 10:38 | El Montmell 1               | 24,18 km  | Prova interrotta                                              | 12'16"6 | 118,2 km/h     | Sébastien Ogier Benjamin Veillas  |
| Frazione 2 (22 ott) | PS12  | 14:14 | Savallà 2                   | 13,93 km  | Sébastien Ogier Benjamin Veillas                              | 7'23"7  | 113,0 km/h     | Sébastien Ogier Benjamin Veillas  |
| Frazione 2 (22 ott) | PS13  | 15:07 | Querol - Les Pobles 2       | 20,19 km  | Sébastien Ogier Benjamin Veillas                              | 11'14"7 | 107,7 km/h     | Sébastien Ogier Benjamin Veillas  |
| Frazione 2 (22 ott) | PS14  | 16:08 | El Montmell 2               | 24,18 km  | Dani Sordo Cándido Carrera                                    | 12'06"1 | 119,9 km/h     | Sébastien Ogier Benjamin Veillas  |
| Frazione 2 (22 ott) | PS15  | 18:40 | Salou                       | 2,15 km   | Ott Tänak Martin Järveoja e Thierry Neuville Martijn Wydaeghe | 2'27"1  | 52,6 km/h      | Sébastien Ogier Benjamin Veillas  |
|                     |       |       |                             |           |                                                               |         |                | Sébastien Ogier Benjamin Veillas  |
| Frazione 3 (23 ott) | PS16  | 07:00 | Pratdip 1                   | 12,15 km  | Dani Sordo Cándido Carrera                                    | 7'04"8  | 103,0 km/h     | Sébastien Ogier Benjamin Veillas  |
| Frazione 3 (23 ott) | PS17  | 08:08 | Riudecanyes 1               | 15,90 km  | Thierry Neuville Martijn Wydaeghe                             | 10'06"6 | 94,4 km/h      | Sébastien Ogier Benjamin Veillas  |
| Frazione 3 (23 ott) | PS18  | 10:29 | Pratdip 2                   | 12,15 km  | Sébastien Ogier Benjamin Veillas                              | 7'00"7  | 104,0 km/h     | Sébastien Ogier Benjamin Veillas  |
| Frazione 3 (23 ott) | PS19  | 12:18 | Riudecanyes 2 (power stage) | 15,90 km  | Sébastien Ogier Benjamin Veillas                              | 10'06"4 | 94,4 km/h      | Sébastien Ogier Benjamin Veillas  |

### Power stage
PS19: Riudecanyes 2 di 15,90 km, disputatasi domenica 23 ottobre 2022 alle ore 12:18 (UTC+2).
| Pos. | Nº | Pilota           | Copilota         | Auto                   | Squadra                    | Classe | Tempo   | Distacco | PP | PC |
| ---- | -- | ---------------- | ---------------- | ---------------------- | -------------------------- | ------ | ------- | -------- | -- | -- |
| 1    | 1  | Sébastien Ogier  | Benjamin Veillas | Toyota GR Yaris Rally1 | Toyota Gazoo Racing WRT    | Rally1 | 10'06"4 | –        | 5  | 5  |
| 2    | 11 | Thierry Neuville | Martijn Wydaeghe | Hyundai i20 N Rally1   | Hyundai Shell Mobis WRT    | Rally1 | 10'07"0 | +0"6     | 4  | 4  |
| 3    | 69 | Kalle Rovanperä  | Jonne Halttunen  | Toyota GR Yaris Rally1 | Toyota Gazoo Racing WRT    | Rally1 | 10'08"2 | +1"8     | 3  | 3  |
| 4    | 8  | Ott Tänak        | Martin Järveoja  | Hyundai i20 N Rally1   | Hyundai Shell Mobis WRT    | Rally1 | 10'08"9 | +2"5     | 2  | 2  |
| 5    | 18 | Takamoto Katsuta | Aaron Johnston   | Toyota GR Yaris Rally1 | Toyota Gazoo Racing WRT NG | Rally1 | 10'11"0 | +4"6     | 1  | 1  |

Legenda:

Pos.= Posizione; Nº = Numero di gara; PP = Punti campionato piloti/copiloti; PC = Punti campionato costruttori.

## Classifiche mondiali
Classifica piloti
| Pos. | Pos. | Pilota                | Punti |
| ---- | ---- | --------------------- | ----- |
| 1    |      | Kalle Rovanperä       | 255   |
| 2    |      | Ott Tänak             | 187   |
| 3    |      | Thierry Neuville      | 166   |
| 4    |      | Elfyn Evans           | 124   |
| 5    |      | Takamoto Katsuta      | 107   |
| 6    | 2    | Sébastien Ogier       | 85    |
| 7    | 1    | Craig Breen           | 77    |
| 8    | 1    | Dani Sordo            | 59    |
| 9    | 2    | Esapekka Lappi        | 58    |
| 10   |      | Gus Greensmith        | 36    |
| 11   |      | Sébastien Loeb        | 35    |
| 12   |      | Oliver Solberg        | 33    |
| 13   |      | Pierre-Louis Loubet   | 31    |
| 14   |      | Andreas Mikkelsen     | 25    |
| 15   |      | Emil Lindholm         | 14    |
| 16   | 3    | Adrien Fourmaux       | 13    |
| 17   | 1    | Yohan Rossel          | 11    |
| 18   | 1    | Nikolaj Grjazin       | 11    |
| 19   | 1    | Kajetan Kajetanowicz  | 10    |
| 20   |      | Hayden Paddon         | 8     |
| 21   |      | Stéphane Lefebvre     | 8     |
| 22   |      | Jourdan Serderidis    | 6     |
| 23   |      | Lorenzo Bertelli      | 6     |
| 24   |      | Jari Huttunen         | 5     |
| 25   |      | Ole Christian Veiby   | 4     |
| 26   |      | Chris Ingram          | 2     |
| 27   | 1    | Teemu Suninen         | 2     |
| 28   | 1    | Erik Cais             | 2     |
| 29   |      | Jan Solans            | 2     |
| 30   |      | Alexandros Tsouloftas | 2     |
| 31   |      | Shane van Gisbergen   | 2     |
| 32   |      | Egon Kaur             | 2     |
| 33   |      | Eyvind Brynildsen     | 1     |
| 34   |      | Harry Bates           | 1     |

Classifica copiloti
| Pos. | Pos. | Pilota                 | Punti |
| ---- | ---- | ---------------------- | ----- |
| 1    |      | Jonne Halttunen        | 255   |
| 2    |      | Martin Järveoja        | 187   |
| 3    |      | Martijn Wydaeghe       | 166   |
| 4    |      | Scott Martin           | 124   |
| 5    |      | Aaron Johnston         | 107   |
| 6    | 2    | Benjamin Veillas       | 85    |
| 7    | 1    | Paul Nagle             | 77    |
| 8    | 1    | Cándido Carrera        | 59    |
| 9    | 2    | Janne Ferm             | 58    |
| 10   |      | Jonas Andersson        | 36    |
| 11   |      | Isabelle Galmiche      | 35    |
| 12   |      | Elliott Edmondson      | 33    |
| 13   |      | Vincent Landais        | 31    |
| 14   |      | Torstein Eriksen       | 25    |
| 15   |      | Reeta Hämäläinen       | 14    |
| 16   | 3    | Alexandre Coria        | 13    |
| 17   | 1    | Valentin Sarreaud      | 11    |
| 18   | 1    | Konstantin Aleksandrov | 11    |
| 19   | 1    | Maciej Szczepaniak     | 10    |
| 20   |      | Andy Malfoy            | 8     |
| 21   |      | John Kennard           | 8     |
| 22   |      | Frédéric Miclotte      | 6     |
| 23   |      | Lorenzo Granai         | 6     |
| 24   |      | Mikko Lukka            | 5     |
| 25   |      | Stig Rune Skjærmoen    | 4     |
| 26   |      | Craig Drew             | 2     |
| 27   | 2    | Mikko Markkula         | 2     |
| 28   | 1    | Petr Těšínský          | 2     |
| 29   | 1    | Ross Whittock          | 2     |
| 30   |      | Rodrigo Sanjuan        | 2     |
| 31   |      | Glen Weston            | 2     |
| 32   |      | Silver Simm            | 2     |
| 33   |      | Roger Eilertsen        | 1     |
| 34   |      | John McCarthy          | 1     |

Classifica costruttori WRC
| Pos. | Pos. | Squadra                    | Punti |
| ---- | ---- | -------------------------- | ----- |
| 1    |      | Toyota Gazoo Racing WRT    | 503   |
| 2    |      | Hyundai Shell Mobis WRT    | 410   |
| 3    |      | M-Sport Ford WRT           | 238   |
| 4    |      | Toyota Gazoo Racing WRT NG | 123   |

Legenda:

Pos.= Posizione;  N = In classifica per la prima volta.